# Ítrio Correia da Costa
Ítrio Correia da Costa (Cuiabá, 7 de julho de 1895 — Rio de Janeiro, 12 de dezembro de 1977) foi um engenheiro civil e político brasileiro, outrora deputado federal por Mato Grosso.

## Biografia
Filho de Pedro Celestino Correia da Costa e Corina Novis Correia da Costa. Formado em Engenharia Civil na Universidade Federal do Rio de Janeiro em 1920, trabalhou na Companhia Minas e Viação do Estado de Mato Grosso e estreou na vida política em Campo Grande, cidade onde foi prefeito entre 1932 e 1933 por escolha do interventor federal Leônidas Antero de Matos. Atuou na fundação do Partido Liberal Mato-Grossense (PLM) em 22 de março de 1933 e foi eleito deputado federal no ano seguinte, mas teve o mandato extinto pelo Estado Novo em 1937.
Membro do Conselho Nacional do Petróleo por seis anos a partir de 1938, ingressou na UDN no fim da Era Vargas sendo eleito deputado federal em 1954, 1958 e 1962, migrando para a ARENA quando o Regime Militar de 1964 impôs o bipartidarismo através do Ato Institucional Número Dois. Mudou-se para o Rio de Janeiro após deixar a política, falecendo nesta cidade vítima de insuficiência cardíaca.
Sua árvore genealógica informa que é bisneto de Antônio Correia da Costa, presidente da província de Mato Grosso entre o Período Regencial e o início do Segundo Reinado, viu um tio (homônimo do avô), o pai e um de seus primos, Mário Correia da Costa, ocuparem o governo durante a República Velha, sendo irmão de Fernando Correia da Costa e tio de José Fragelli, governadores de Mato Grosso após o fim do Estado Novo.